# Cindy Roleder
Cindy Roleder (Karl-Marx-Stadt, RDA, 21 de agosto de 1989) es una deportista alemana que compite en atletismo, especialista en las carreras de vallas.
Ganó una medalla de plata en el Campeonato Mundial de Atletismo de 2015, tres medallas en el Campeonato Europeo de Atletismo entre los años 2014 y 2018, y dos medallas en el Campeonato Europeo de Atletismo en Pista Cubierta, oro en 2017 y plata en 2019.
Participó en dos Juegos Olímpicos de Verano, en los años 2012 y 2016, ocupando el quinto lugar en Río de Janeiro 2016, en la prueba de 100 m vallas.

## Palmarés internacional
| Campeonato Mundial                   | Campeonato Mundial       | Campeonato Mundial | Campeonato Mundial |
| Año                                  | Lugar                    | Medalla            | Prueba             |
| ------------------------------------ | ------------------------ | ------------------ | ------------------ |
| 2015                                 | Pekín (China)            | Medalla de plata   | 100 m vallas       |
| Campeonato Europeo                   |                          |                    |                    |
| Año                                  | Lugar                    | Medalla            | Prueba             |
| 2014                                 | Zúrich (Suiza)           | Medalla de bronce  | 100 m vallas       |
| 2016                                 | Ámsterdam (Países Bajos) | Medalla de oro     | 100 m vallas       |
| 2018                                 | Berlín (Alemania)        | Medalla de bronce  | 100 m vallas       |
| Campeonato Europeo en Pista Cubierta |                          |                    |                    |
| Año                                  | Lugar                    | Medalla            | Prueba             |
| 2019                                 | Glasgow (Reino Unido)    | Medalla de oro     | 60 m vallas        |
| 2021                                 | Toruń (Polonia)          | Medalla de plata   | 60 m vallas        |